# Agronomie
Agronomia este un complex de științe care cuprinde totalitatea cunoștințelor teoretice și practice referitoare la cultivarea sistematică a pământului și producția agricolă. Aceasta integrează discipline biologice, tehnice, economice și de mediu pentru a optimiza productivitatea agricolă, a conserva resursele naturale și a asigura securitatea alimentară. Agronomia joacă un rol esențial în dezvoltarea sustenabilă a agriculturii, adaptând practicile agricole la condițiile locale și la provocările globale, precum schimbările climatice și creșterea populației.

## Clasificare
Agronomia este structurată în cinci mari grupe, fiecare abordând aspecte specifice ale producției agricole:

## Științele biologice
- Pedologie: Studiul solurilor, inclusiv proprietățile fizice, chimice și biologice, pentru a optimiza fertilitatea.
- Agrotehnică: Tehnici de cultivare, cum ar fi rotația culturilor și lucrările solului.
- Fitotehnică: Cultivarea plantelor de câmp (ex. grâu, porumb) și selecția soiurilor productive.
- Legumicultură: Producția de legume în câmp sau sere (ex. roșii, ardei).
- Pomicultură: Cultivarea pomilor și arbuștilor fructiferi (ex. meri, pruni).
- Viticultură: Cultura viței de vie pentru struguri de masă sau vinificație.
- Microbiologie: Studiul microorganismelor din sol care influențează fertilitatea și sănătatea plantelor.
- Fitopatologie: Diagnosticarea și combaterea bolilor plantelor.
- Zootehnie: Creșterea animalelor pentru lapte, carne sau alte produse.
- Medicină veterinară: Sănătatea animalelor de fermă.

## Științele mecano-tehnice
- Agromecanică: Utilizarea și întreținerea utilajelor agricole (ex. tractoare, combine).
- Electrotehnica agricolă: Sisteme electrice pentru irigații, iluminat și automatizarea serelor.
- Construcții și instalații agricole: Proiectarea silozurilor, grajdurilor și serelor.

## Științele despre ameliorarea solurilor
- Îmbunătățirea solurilor prin drenaj, irigații și fertilizare.
- Recuperarea terenurilor degradate (ex. soluri saline, erodate) pentru agricultură.
- Conservarea solurilor prin practici anti-eroziune (ex. terasare, culturi de acoperire).

## Științele economico-organizatorice
- Organizarea teritoriului agricol pentru optimizarea producției.
- Planificarea activităților agricole și gestionarea resurselor.
- Economia agrară: Analiza costurilor și profitabilității fermelor.
- Statistica și contabilitatea agricolă: Monitorizarea producției și fluxurilor financiare.

## Științele despre păstrarea și prelucrarea produselor agricole
- Păstrarea produselor în silozuri, magazii sau frigidere pentru a preveni degradarea.
- Prelucrarea produselor vegetale (ex. conserve, uleiuri) și animale (ex. lactate, mezeluri).
- Tehnologii de ambalare și transport pentru menținerea calității.

## Istoric
Agronomia are rădăcini adânci în istoria umanității, evoluând odată cu dezvoltarea agriculturii. Popoarele antice au pus bazele practicilor agricole sistematice:
- China antică: Texte precum Qimin Yaoshu (secolul VI) descriu tehnici de irigații și rotația culturilor.
- Fenicia: Sisteme de terasare pentru cultivarea dealurilor.
- Grecia antică: Lucrări precum Oeconomicus de Xenofon abordează gestionarea fermelor.
- Roma antică: Tratatului lui Cato cel Bătrân, De Agri Cultura, detaliază cultivarea viței de vie și a măslinilor.

În Evul Mediu, agricultura europeană s-a bazat pe observații empirice, dar lipsa scrierilor sistematice a limitat progresul. Renașterea a adus o revigorare a agronomiei, culminând cu lucrarea lui Olivier de Serres, Théâtre d'Agriculture (1600), care a sistematizat practicile agricole franceze.
Revoluția Agricolă (secolele XVIII–XIX) a marcat un punct de cotitură, prin introducerea rotației culturilor, a mașinilor agricole și a îngrășămintelor chimice. Personalități precum Albrecht Thaer (Germania) au fundamentat agronomia modernă, promovând analiza solurilor și productivitatea. Mathieu de Dombasle (Franța) a dezvoltat tehnici de drenaj, iar Kliment Timiriazev (Rusia) a studiat fotosinteza, influențând fitotehnia. Ivan Miciurin (Rusia) a contribuit la selecția soiurilor de plante, punând bazele geneticii agricole.
Secolul XX a adus progrese prin agrochimie, mecanizare și biotehnologie. Geneticienii au dezvoltat soiuri rezistente, iar agrochimiștii au optimizat fertilizanții. Organizații precum FAO (Organizația pentru Alimentație și Agricultură) au globalizat cunoștințele agronomice.

### În România
În România, agronomia a devenit știință datorită lui Ion Ionescu de la Brad (1818–1887), considerat fondatorul agronomiei românești. Cursurile sale la Școala normală din București și monografiile publicate (ex. Agricultura română din județul Dorohoi) au sistematizat practicile agricole, promovând rotația culturilor și ameliorarea solurilor. Lucrările sale au influențat dezvoltarea fermelor moderne.
Alți savanți români au avut contribuții remarcabile:
- Agricola Cardaș: A studiat zootehnia și a promovat rasele autohtone de animale.
- Constantin Sandu-Aldea: A dezvoltat fitotehnia, selecționând soiuri de cereale adaptate climei românești.
- Marin Chirițescu-Arva: A contribuit la pedologie, analizând solurile din Câmpia Română.
- Haralamb Vasiliu: A avansat fitopatologia, elaborând metode de combatere a bolilor plantelor.

Institute precum Academia de Științe Agricole și Silvice și universități (ex. USAMV București) continuă tradiția agronomiei românești. Universitatea de Științe Agricole și Medicină Veterinară București

## Aplicații practice
Agronomia are aplicații diverse, de la ferme mici la agribusiness-uri globale:
- Producția de alimente: Cultivarea cerealelor, legumelor și fructelor pentru consum local sau export. Ex. bazinele legumicole Matca și Dăbuleni.
- Creșterea animalelor: Ferme de vaci, porci sau păsări pentru lapte, carne și ouă.
- Agricultura sustenabilă: Practici precum agricultura ecologică și permacultura pentru conservarea solurilor.
- Tehnologii agricole: Utilizarea dronelor și senzorilor pentru monitorizarea culturilor (agricultura de precizie).
- Recuperarea terenurilor: Programe de reabilitare a solurilor erodate, precum cele din Dobrogea.

Exemple internaționale includ:
- Olanda: Sere de înaltă tehnologie pentru legumicultură.
- Brazilia: Culturi de soia și porumb la scară industrială.
- India: Revoluția Verde, care a crescut productivitatea prin soiuri hibride.

## Provocări și tendințe
Agronomia modernă se confruntă cu provocări majore:
- Schimbările climatice: Seceta și temperaturile extreme afectează recoltele.
- Eroziunea solurilor: Practicile agricole intensive reduc fertilitatea.
- Securitatea alimentară: Creșterea populației necesită producții mai mari.
- Impactul ecologic: Utilizarea pesticidelor și fertilizanților poluează mediul.

Tendințele actuale includ:
- Agricultura de precizie: Utilizarea sateliților, dronelor și senzorilor pentru optimizarea resurselor.
- Biotehnologia: Dezvoltarea organismelor modificate genetic (OMG) rezistente la boli și secetă.
- Agricultura ecologică: Creșterea cererii pentru produse fără chimicale.
- Digitalizarea: Platforme online pentru gestionarea fermelor și comercializarea produselor.

## Imagini reprezentative
Agronomia este ilustrată prin imagini care surprind diversitatea practicilor agricole: